# نيوستريا

نيوستريا (داخل مملكة سياجريوس ، المبينة باللون البرتقالي)، في سياق فرانكس

إقليم نيوستريا Neustria (والتي تعني: الأرض الغربية الجديدة)، هو إقليم نشأ في عام 511م، ويتكون جوغرافياً من أكيتانيا إلى القناة الإنجليزية، ويقترب أكثر من الشمال وهو في الوقت الحاضر فرنسا، وباريس وسواسون وهي المدن الرئيسية فيها (وهو تقريبا نفس الحجم الحالي لإنجلترا وويلز). وهكذا شكلت نيوستريا الجزء الغربي من مملكة الفرنجة تحت حكم أسرة الميروفنجيون في الفترة من القرن السادس إلى القرن الثامن.
نشأت المنطقة المتميزة في وقت وفاة كلوفيس الأول (فضلاً عن الأراضي التي احتُلت على مدى حكم سياغريوس)، عندما قسم أولاده الأراضي فيما بينهم. وقد أصبح الأخير فيما بعد مصطلحاً للمنطقة بين نهري السين ولوار والمعروفين باسم رينيوم نيوستريا (regnum Neustriae)، وهي عبارة عن مملكة فرعية أساسية من الإمبراطورية الكارولنجية ومن ثم من غرب فرانكيا. وقد أنشأ ملوك الكارولنجية مملكة نيوستريا التي كانت دوقية حدودية ضد البريطانيين والفايكنج والتي استمرت حتى عهد أسرة كابيه في أواخر القرن التاسع.
نيوستريا كان يستخدم أيضًا كمصطلح لشمال غرب إيطاليا خلال فترة سيطرة اللومبارديون. وكان متناقضاً مع الشمال الشرقي، الذي كان يسمى بالمثل أوستراسيا، وكان المصطلح نفسه يطلق على فرانكيا.

## مملكة ميروفينجيان
أدت إعادة التقسيم المستمرة لأراضي الإقليم على يد أحفاد كلوفيس إلى العديد من المنافسات التي أبقت نيوستريا، لأكثر من مائتي سنة، في حرب مستمرة تقريبًا مع أوستراسيا، الجزء الشرقي من فرانكش المملكة.
وعلى الرغم من الحروب، اتحدت نيوستريا وأوستراسيا مرة أخرى بشكل نسبي في بضع مناسبات، المرة الأولى تحت حكم كلوتير الأول خلال فترة حكمه من 558 إلى 562. واستمر الصراع على السلطة مع الملكة فريدجوند ملكة نيوستريا (أرملة الملك تشيلبيريك (Chilperic) الأول (حكم من 566-584) وأم الملك الجديد تشيلبيريك الثاني (حكم من 584 - 628)) مما أطلق العنان لحرب مستعرة.
وبعد موت أمه ودفنها في كاتدرائية سان دوني في باريس (597)، استمر تشيلبيريك الثاني في صراع ضد الملكة برونهيلدا ملكة أوستراسيا، وفي نهاية المطاف انتصر عليها في عام 613 عندما خان أتباع برونهيلدا الملكة القديمة على يديه. ثم وضع كلوتير برونهيلدا في مخلعة وتركها لمدة ثلاثة أيام، ثم ربطها بالسلاسل بين أربعة خيول وفي نهاية المطاف مزق أضلاعها.
وبهذا حكم كلوتير مملكة موحدة، ولكن لفترة قصيرة فقط.
تحت حكم داكوبيرت الأول (حكم من 628 - 637) أدت الحرب القائمة بين الأجيال الحالية إلى اتحاد آخر مؤقت. وفي أوستراسيا عندما قام عمدة أرنولفينج العمدة جريموالد الأكبر بمحاولة الانقلاب ضد لييج (liege)، وكان كلوفيس الثاني قد أطاح به واتحد مرة أخرى مع مملكة نيوستريا، ولكن مرة أخرى بشكل مؤقت. وفي أثناء عهد ابنه كلوفيس أو بعده كلوتير الثالث، تنازلت أسرة نيوستريا، شأنها في ذلك شأن أوستراسيا، عن السلطة لعمدة القصر الخاص بها.
وفي عام 678، هزمت نيوستريا تحت حكم عمدة ابروين أوستراسيانس للمرة الأخيرة. أُغتيل ابروين في عام 681، وقام الأسقف في بواتييه في الأراضي التابعة له بترقية أسوأ عدو له ليوديجار في عام 684. وفي عام 687 هزم بيبين ملك هيرستال، عمدة قصر ملك أوستراسيا، نيوستريانس في تيرتري، مما أدى إلى توحيد أوستراسيا ونيوستريا من الجانب الآخر. وأظهر الكتاب الذين عاشوا في أوستراسيا ولاءً كبيرًا لعمدتهم.
واستمر أحفاد بيبين، الكارولينجيون في حكم المملكتين كعمد لهما. وبمباركة البابا ستيفن الثاني، بعد عام 751 قام الكارولينجيون بيبين القصير بخلع أسرة ميروفينجيان رسميًا وسيطروا على الإمبراطورية وحكم وذريته كملوك.
ومن ثم صارت نيوستريا وأوستراسيا وبورغونيا موحدة تحت سلطة واحدة واختفت أسماء «نيوستريا» و«أوستراسيا» تدريجيًا.

## مملكة كارولينجيان الفرعية
في عام 748، أعطى الأخوان بيبين القصير وكارلمان، ابن تشارلز مارتل، أخيهم الأصغر جريفو (Grifo) اثنتي عشرة مقاطعة في نيوستريا تتركز في لومان. وأطلق على نظام الحكم هذا دوكاتوس سينومانيكوس، أو دوقية ماين، وهذا كان اسمًا بديلاً يخص ريجوم (regnum) التابع نيوستريا في القرن التاسع.
وقد استُخدم مصطلح «نيوستريا» بمعني «الأرض بين نهر السين ولوار» عندما أعطيت على أنها ريجوم (مملكة) عن طريق شارلمان لابنه الأكبر تشارلز الأصغر، ابن شارلمان في عام 790. وفي هذا الوقت، ظهر رئيس مدينة المملكة ليكون لومان حينما أنشئت المحكمة الملكية لتشارلز. وتحت حكم أسرة كارولينجيان كانت المهمة الرئيسية لملك نيوستريان تتمثل في الدفاع عن سيادة فرانكس ضد البريطانيين.
وفي عام 817، منح لويس الورع منح نيوستريا لابنه الأكبر لوثر الأول، ولكن بعد تمرده في 831، قدمها إلى بيبين الأول ملك آكيتين، وعقب موت هذا الأخير في 838، صارت إلى تشارلز الأصلع. وقد شكلت نيوستريا تحت حكم آكيتين جزءًا كبيرًا من مملكة غرب فرانسيا والتي اقتُطعت من الإمبراطورية بموجب معاهدة فردان (843). استمر تشارلز في التقليد المعروف وقام بتعيين نجله الأكبر لحكم نيوستريا إلى جانب المحكمة الخاصة في لومان عندما عين لويس ستاميرير ملكًا في عام 856. وتزوج لويس ابنة ملك بريتاني اريسبو وأخذ ريجوم من الملك بريتون بموافقة أقطاب الفرنجة. وقد أكدت هذه العلاقة الفريدة لنيوستريا على مدى تقلصها في الحجم بكل تأكيد بعد استبعاد جزيرة فرنسا وباريس في هذا الوقت، حيث تم استبعادها من السلطة المركزية لتشارلز الأصلع وصارت أقرب إلى اريسبو. وكان لويس آخر ملوك الفرنجة قد تم تعيينه لحكم نيوستريا عن طريق والده وكانت ممارسة إنشاء الممالك الفرعية قد تضاءلت لأولاده بين كارولينجس المتأخرين.

## مملكة كارولينجيان
كانت مملكة نيوستريا صنيعة كارولينجيان الملك تشارلز الأصلع في عام 861. وفي الأصل، كانت هناك مملكتان، واحدة ضد البريطانيين والأخرى ضد نورسيمين. وغالبًا ما تُسمى هاتان المملكتان مملكة بريتون (Breton) ومملكة نورمان (Norman) على التوالي. وتم حكمهما من قبل الموظفين الذين تم تعيينهم من قبل ولي العهد، والمعروفين باسم ويكشناري (wiktionary) وأردن (Warden) أو واردنس (Wardends) أو بيرفكتس أو مارجرافيس.
في عام 911، أصبح روبرت الأول ملك فرنسا المرغريف لكلتا المملكتين ونال لقب ديمارتشوس. وحكمت عائلة الكابتيان الأخيرة جميع نيوستريا حتى عام 987، عندما اختير هيو كابيت ليكون ملكًا عليها. وقد تجاوزت سلطة الكونتس الفرعيين في نيوستريا سلطة المرغريف من خلال هذه النقطة وبعد موت رأس السلطة في فايكنغ وبريتون. وبعد كابيتيان ميريكال، لم يتم تعيين حكام مرغريف آخرين واختفت «نيوستريا» كمصطلح في السياسة الأوروبية.

## الحكام

### ملوك ميروفينجيان
كان التقسيم الدقيق لفرانسيا إلى نيوستريان وأوستراسيان وبورغونيا المملكة بتاريخ من أواخر القرن السادس فقط، لذا تم استبعاد أقدم الملوك الذين حكموا من سواسون (Soissons) أو باريس.
- كلوتار (Chlothar) الثاني، 584–629
- داجوبيرت (Dagobert) الأول، 629–639
- كلوفيس (Clovis) الثاني 639 - 657
- كلوتار الثالث، 657 - 673
- ثيوديريك (Theuderic) الثالث، 673
- شيلدريك (Childeric) الثاني 673 - 6575
- ثيوديريك الثالث، 675 - 691
- كلوفيس الرابع 691 - 695
- تشيلديبيرت (Childebert) الثالث، 695 - 711
- داجوبيرت الثالث، 711 - 715
- تشيلبيريك الثاني 715 - 721
- ثيوديريك الرابع، 721 - 737
- شيلدريك الثالث 743 - 751

### عُمد القصر
كان هؤلاء المسؤولون الكبار من الملوك وأصبحوا تدريجيا حكامًا في الحقيقة بأسماء ملوك.
- لاندريك (Landric)، حتى 613
- جوندولاند (Gundoland)، 613 – 639
- أغا، 639 – 641
- إرتشينوالد (Erchinoald)، 641–658
- إبروين (Ebroin)، 658–673
- وولفوالد (Wulfoald)، 673 – 675
- لادسوس (Leudesius)، 675
- إبروين، 675 – 680 (مرة أخرى)
- وارتون (Waratton)، 680 – 682
- جيستيمار (Gistemar)، 682
- إبروين، 682 - 686 (مرة أخرى)
- بيرثار (Berthar)، 686 – 688
- بيبين ملك هيرستال، 688 – 695
- جريموالد (Grimoald) الثاني،695 - 714
- ثيودوالد (Theudoald)، 714 – 715
- راجينفريد (Ragenfrid)، 715 – 718
- تشارلز مارتل (Charles Martel)، 718 – 741
- بيبين القصير، 741 – 751

### ملوك كارولينجيان الفرعيين
- تشارلز الأصغر، 790 - 811
- لوثير الأول، 817 - 831
- بيبين، 831 - 838
- تشارلز الأصلع، 838 - 856
- لويس ستاميرير، 856 - 879

طُرد لويس من لومان في عام 858 بعد اغتيال إريسبو في نوفمبر 857.

### حكام مرغريف من الكابيتيان
تم إدراج أولئك الذين حكموا مملكة نيوستريان المتحدة فقط، على الرغم من أن لقب «ملك نيوستريا» كان يحمله حكام مرغريف في وقت سابق من البريطانيين والنورمان والملوك وأبرزهم روبرت القويحفيد الكابيتان المتأخرين.
- روبرت، 911 - 922
- هيو الكبير (Hugh the Great)، 922 - 956
- هيو كابيت (Hugh Capet)، 956 - 987

## التأريخ
إن تسجيل الأحداث الرئيسية المعاصرة المكتوب من منظور نيوستريان هو Liber Historiae Francorum.